# (5802) 1984 HL1
(5802) 1984 HL1 là một tiểu hành tinh vành đai chính. Nó được phát hiện bởi Walter Ferreri và Vincenzo Zappalà ở Đài thiên văn La Silla ở Chile ngày 27 tháng 4 năm 1984.